# Lac El Mellah
Le lac El Mellah est un lac d'eau salé situé dans le parc national d'El-Kala dans la wilaya d'El Tarf en Algérie. 
Il a été reconnu site Ramsar le 12 décembre 2004 et constitue une importante aire de nidification d'Afrique du Nord.

## Situation

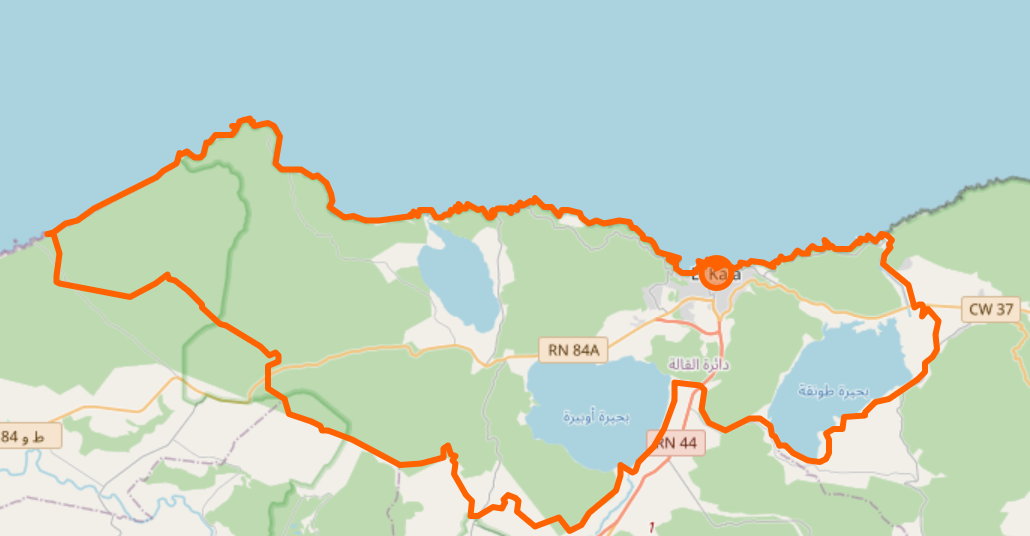
Localisation du lac dans la commune d'El Kala, le lac El Mellah est le plus occidental des trois.

Le lac El Mellah est une lagune salée, car il communique avec la mer par un chenal étroit à travers le cordon dunaire de 900 mètres. Il est situé dans la partie centrale du parc national d'El-Kala, qui compte deux autres lacs d'eau douce, le lac Tonga et le lac Oubeïra. Les trois lacs ont été classés zones humides d'importance internationale de la convention de Ramsar par l'Unesco.
Le lac est situé entre la ville d'El Kala, dans l'extrême nord‑est du pays et la frontière algéro-tunisienne. Il occupe une superficie de 2257 ha pour 3 mètres de profondeur en moyenne, et une profondeur maximale de 6 mètres. Sa courantologie est rectiligne.  
Le site comprend aussi un petit delta saumâtre et un petit lac d'eau douce temporaire, alimenté par les précipitations et l'eau souterraine et entouré par un complexe de dunes de sable. Le lac El Mellah est le résultat du creusement et de l'élargissement de l'ancienne vallée de l'oued Bougous.

## Climat
Le climat de la région est de type méditerranéen, avec une température moyenne annuelle de 18,9 °C. Il présente une saison sèche longue de quatre mois. Le mois de janvier est le mois le plus froid et le mois d'août, le plus chaud. La pluviométrie moyenne annuelle dépasse les 700 mm, la zone connaît un maximum de précipitations en automne et en hiver et un minimum en été.

## Faune et flore

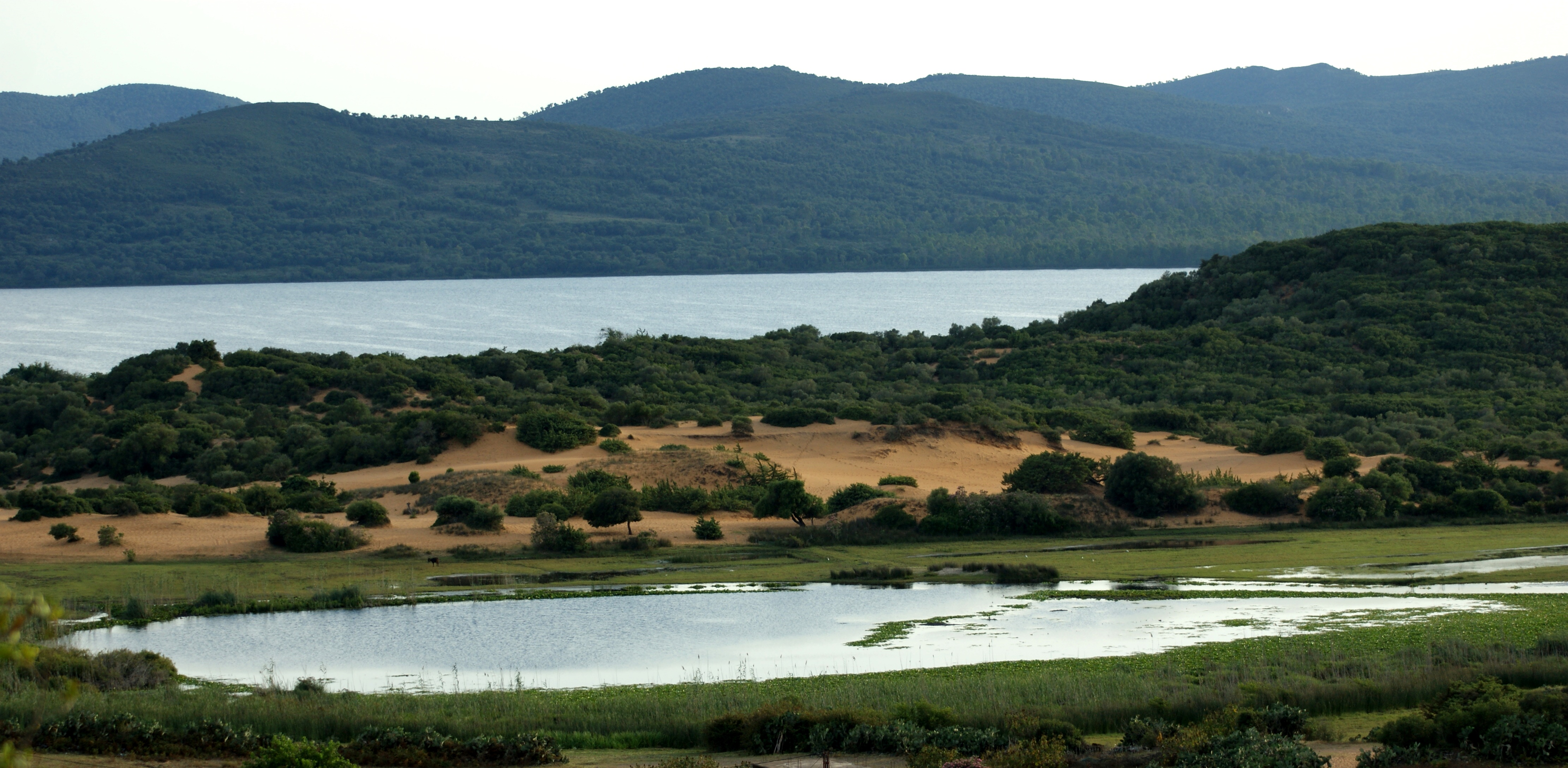
Lac El Mellah, le Lac Bleu et les dunes

Le lac offre une biodiversité riche, par le double échange du lac avec son bassin versant et avec la mer à travers le chenal. Le delta abrite les espèces de Salicorne et Juncus. 
La salinité et la productivité élevée de la lagune contribuent à une riche biodiversité de phytoplancton, zooplancton et poissons. Le lac sert de site de croissance, notamment pour les anguilles avant leur long voyage, et soutient des poissons en abondance, principalement le loup de mer, la sole commune, la saupe, le marbré et l'anguille. 
Par ailleurs, de nombreuses autres espèces d'oiseaux, batraciens et reptiles fréquentent ce site pour l'abondance de la  nourriture. Il abrite ainsi différentes espèces d'oiseaux d'eau, dont 14 migrateurs, 19 oiseaux nicheurs et 20 hivernants, comprennent le grand cormoran, le grèbe huppé et le fuligule morillon. 
Les populations locales pratiquent l'élevage et la culture des arachides.